# Sindrome di Adams-Oliver
Per  sindrome di Adams-Oliver  in campo medico, si intende un raro disturbo congenito con manifestazioni tipiche del cranio e del cuoio capelluto. Viene trasmessa generalmente con modalità autosomica dominante, raramente  invece si osserva la forma  autosomica recessiva, con ricorrenza familiare.

## Sintomatologia
Fra i sintomi e i segni clinici ritroviamo aplasia cutis congenita con malformazioni degli arti e delle estremità del corpo.
Si possono evidenziare anche strabismo e microftalmia, tetralogia di Fallot.

## Eziologia
Anche se la causa è genetica, non si conosce quale sia il gene responsabile.

## Storia
Venne identificata nel 1945.

## Terapia
Il trattamento, dove possibile e solo per le manifestazioni, è chirurgico.